# Rezerwat przyrody Plenisko
Rezerwat przyrody Plenisko (cz. Přírodní rezervace Plenisko) – rezerwat przyrody położony w Beskidzie Śląskim. Administracyjnie leży na terenie kraju morawsko-śląskiego, w powiecie Frydek-Mistek, na południowym stoku Kiczor, na wysokości od 767 do 989 m n.p.m.
Teren dzisiejszego rezerwatu chroniony jest od 1922 roku. W roku 1956 utworzono rezerwat o powierzchni 16,25 ha, który w roku 1998 powiększono do stanu obecnego. Wschodnią granicą rezerwatu, wzdłuż potoku Bystrý przebiega granica polsko-czeska. Rezerwat nie ma charakteru ścisłego i można go zwiedzać, pomimo że przez jego obszar nie prowadzą żadne szlaki.
Rezerwat chroni fragment buczyny karpackiej. Dominuje jodła i buk, rzadziej występują klon jawor oraz świerk. Średni wiek drzew wynosi 60-220 lat. W runie występują goryczka trojeściowa, śmiałek pogięty, omieg górski, konwalijka dwulistna, podrzeń żebrowiec, piżmaczek wiosenny a także zagrożony wroniec widlasty oraz karpacki subendemit - żywiec gruczołowaty. W dolinie potoku Bystrý bór przyjmuje bardziej bagienny charakter z niezapominajką błotną, tojeścią gajową, a nawet sitem rozpierzchłym.
Do charakterystycznych przedstawicieli fauny należą salamandra plamista, jaszczurka żyworodna, żmija zygzakowata, a z ptaków jarząbek, trzmielojad oraz dzięcioł trójpalczasty.